# (15705) Hautot
(15705) Hautot est un astéroïde de la ceinture principale.

## Description
(15705) Hautot est un astéroïde de la ceinture principale. Il fut découvert le 14 janvier 1988 à La Silla par Henri Debehogne. Il présente une orbite caractérisée par un demi-grand axe de 2,42 UA, une excentricité de 0,09 et une inclinaison de 7,0° par rapport à l'écliptique.

## Compléments